# Котовка (Изюмский район)
Котовка (укр. Котівка), село,
Гавриловский сельский совет,
Изюмский район,
Харьковская область, Украина.
Код КОАТУУ — 6320481506. Население по переписи 2001 г. составляет 242 (106/136 м/ж) человека.

## Географическое положение
Село Котовка находится в 2-х км от железнодорожной станции Ветерок, в 1-м км от села Богданово, вокруг много запруд.

## Экономика
В селе есть молочно-товарная и овце-товарная фермы.

## Культура
- Детский сад
- Школа

## Достопримечательности
- Братская могила советских воинов